# الیهول
الیهول (به انگلیسی: Allehol) یک منطقهٔ مسکونی در هند است که در کارناتاکا واقع شده‌است.